# Sông Mississippi
Sông Mississippi là một con sông ở Bắc Mỹ. Cái tên "Mississippi" bắt nguồn từ cụm từ misi-ziibi, có nghĩa là 'sông lớn' trong tiếng Ojibwe. Sông có chiều dài là 3.733 kilômét (2.320 dặm) từ hồ Itasca đến Vịnh Mexico. Một con sông khác ở Bắc Mỹ dài hơn là sông Missouri, với chiều dài 3.767 km (2.341 dặm) từ ngã ba của sông Jefferson, sông Madison và sông Gallatin đến sông Mississippi. Các sông nối tiếp nhau Jefferson, Missouri và Mississippi hình thành nên hệ thống các sông lớn nhất ở Bắc Mỹ.
Nếu đo từ nguồn của sông Jefferson đến Vịnh Mexico, chiều dài của hệ thống sông Mississippi-Missouri-Jefferson là khoảng 6.275 km (3.900 dặm), tạo nên hệ thống sông dài thứ 4 trên thế giới.

## Địa lý
Nguồn của nó là Hồ Itasca ở độ cao 450 mét (1.475 feet) trên mặt nước biển. Sông Mississippi dẫn nước đến hầu hết các vùng giữa dãy núi Rocky và dãy núi Appalachian, ngoại trừ các vùng được dẫn từ vịnh Hudson theo đường dẫn của Sông Đỏ, Ngũ Đại Hồ. Nó chạy xuyên qua hai bang — Minnesota và Louisiana — và được sử dụng để phân định biên giới của tám bang — Wisconsin, Iowa, Illinois, Missouri, Kentucky, Arkansas, Tennessee, và Mississippi thuộc Hoa Kỳ.

## Dòng chảy
Sông Mississippi được chia thành ba phần: thượng lưu, trung lưu và hạ lưu.
Các phần này được phân chia như sau:
- Phần thượng lưu kéo dài từ thượng nguồn của sông Mississippi ở hồ Itasca đến nơi hợp lưu với sông Missouri;
- Phần trung lưu kéo dài từ nơi sông Mississippi hợp lưu với sông Missouri đến nơi hợp lưu với sông Ohio;
- Phần hạ lưu kéo dài từ nơi sông Mississippi hợp lưu với sông Ohio đến cửa sông ở vịnh Mexico.

### Thượng lưu
Sông Mississippi bắt nguồn từ hồ Itasca. Hồ Itasca là một hồ nhỏ nằm ở độ cao 450 m (1.475 feet) trên mực nước biển trong công viên bang Itasca của hạt Clearwater. Tên hồ được ghép lại từ hai từ "Itas" và "ca". Trong đó "Itas" là bốn chữ cái cuối cùng của từ Latin có nghĩa là sự thật, chân lý (veritas) còn "ca" là hai chữ cái đầu tiên của từ Latin có nghĩa là đầu (Caput). Như vậy tên hồ có nghĩa là "đầu nguồn thật sự", ám chỉ đây chính là đầu nguồn của sông Mississippi. Tuy hồ Itasca được công nhận là đầu nguồn của sông Mississippi nhưng trên thực tế nó cũng được nuôi dưỡng bởi các dòng suối nhỏ.
Sau khi chảy ra khỏi hồ Itasca, sông Mississippi nhanh chóng giảm độ cao xuống còn 220 m trên mực nước biển tại thác Saint Anthony.
Trong đoạn thượng lưu, sông Mississippi hợp lưu với một loạt các phụ lưu của nó như:
| Số thứ tự | Tên phụ lưu | Miêu tả | Bản đồ phụ lưu |
| --------- | ----------- | --- | -------------- |
| 1         | Minnesota   | Sông Minnesota dài 534 km (332 dặm), có lưu lượng là 125 m³/s, bắt nguồn từ phía Tây Nam bang Minnesota là phụ lưu lớn đầu tiên của sông Mississippi, chảy qua bang Nam Dakota, tiểu bang Minnesota và tiểu bang Iowa. Thung lũng sông Minnesota rộng 8 km (5 dặm) và sâu 80 m (250 feet) được tạo thành do bằng hà sông Warren từ 11.700 đến 9.400 năm trước vào cuối thời kì Bằng Hà. Các phụ lưu chính của sông Minnesota là: - Sông Little Minnesota; - Sông Whetstone; - Sông Yellow Bank; - Sông Pomme de Terre; - Sông Chippewa; - Sông Yellow Medicine; - Sông Redwood; - Sông Cottonwood; - Sông Little Cottonwood; - Sông Blue Earth; - Sông Rush; - Sông Credit. Sông Minnesota hợp lưu với sông Mississippi từ phía hữu ngạn ở pháo đài Snelling, trong khu vực Minneapolis–Saint Paul. |                |
| 2         | Saint Croix | Sông Saint Croix dài 272 km (169 dặm) tạo thành đường biên giới dài 201 km (125 dặm) giữa hai bang Wisconsin và Minnesota. Sông Saint Croix bắt nguồn ở phía Tây Bắc bang Wisconsin, phía nam hồ Superior. Các phụ lưu chính của sông Saint Croix là: - Sông Namekagon; - Sông Kettle; - Sông Snake; - Sông Sunrise; - Sông Apple; - Sông Willow; - Sông Eau Claire River; - sông Kinnickinnic. Sông Saint Croix hợp lưu với sông Mississippi từ phía tả ngạn ở thành phố Prescott thuộc bang Wisconsin. |                |
| 3         | Cannon      | Sông Cannon dài 180 km (112 dặm) hợp lưu với sông Mississippi từ phía hữu ngạn ở thành phố Red Wing. |                |
| 4         | Zumbro      | Sông Zumbro dài 104 km (64,6 dặm) tính từ chỗ hợp lưu của các phụ lưu chính và có lưu vực rộng 3,700 km² (1,428 dặm vuông). 3 nguồn chính của sông Zumbro là: - Nhánh nguồn phía Nam của sông Zumbro dài 92,7 km (57,6 dặm); - Nhánh nguồn ở giữa của sông Zumbro dài 85,1 km (52,9 dặm); - Nhánh nguồn phía Bắc của sông Zumbro dài 92,5 km (57,5 dặm). Sông Zumbro hợp lưu với sông Mississippi tại Wabasha, Minnesota. |                |
| 5         | Black       | Sông Black dài 310 km (190 dặm). Sông Black được hình thành ở hạt Taylor tại trung tâm bang Wisconsin. Sông Black hợp lưu với sông Mississippi từ phía tả ngạn ở thành phố La Crosse bang Wisconsin. |                |
| 6         | La Crosse   | Sông La Crosse dài 98.7 km (61.3 dặm) hình thành ở phía Bắc hạt Monroe bang Wisconsin. Sông La Crosse hợp lưu với sông Mississsippi từ phía tả ngạn ở thành phố La Crosse bang Wisconsin. |                |
| 7         | Root        | Sông Root dài 130 km (80 dặm) chảy qua phía Đông Nam bang Minnesota. Sông Root hợp lưu với sông Mississippi từ phía hữu ngạn ở thành phố La Crosse bang Wisconsin. |                |
| 8         | Wisconsin   | Sông Wisconsin dài 692 km (430 dặm) là con sông dài nhất của tiểu bang Wisconsin, có lưu lượng ở cửa sông là 340 m³/s. Sông Wisconsin hợp lưu với sông Mississippi từ phía tả ngạn ở thành phố Prairie du Chien bang Wisconsin. |                |
| 9         | Rock        | Sông Rock dài 481 km (299 dặm) bắt nguồn ở phía Đông Nam bang Wisconsin chảy qua bang Wisconsin và tiểu bang Illinois. Các phụ lưu của sông Rock là: - Sông Crawfish; - Sông Bark; - Sông Yahara; - Sông Pecatonica; - Sông Kishwaukee. Sông Rock hợp lưu với sông Mississippi từ phía tả ngạn ở thành phố Rock Island. |                |
| 10        | Cedar       | Sông Cedar dài 544 km (338 dặm) chảy qua bang Minnesota và tiểu bang Iowa. Sông này hợp lưu với sông Iowa dài 520 km (323 dặm). Sông Cedar hợp lưu với sông Mississippi từ phía hữu ngạn tại thành phố Wapello, hạt Louisa, tiểu bang Iowa. |                |
| 11        | Skunk       | Sông Skunk dài 150 km (93 dặm) được hình thành tại nơi hợp lưu của hai nhánh nguồn: - Sông Skunk Nam dài 298 km (185 dặm); - Sông Skunk Bắc dài 208 km (129 dặm). Sông Skunk đổ vào sông Mississippi từ phía hữu ngạn ở Burlington, Iowa. |                |
| 12        | Des Moines  | Sông Des Moines dài 845 km (525 dặm), có lưu lượng là 246 m³/s bắt nguồn từ hai nhánh sông đầu nguồn ở phía Nam bang Minnesota, chảy qua bang Iowa. - Nhánh phía Tây chảy ra từ hồ Shetek ở hạt Murray, phía Tây Nam bang Minnesota. - Nhánh phía Đông chảy ra từ hồ Okamanpeedan ở hạt Emmet, nằm tại biên giới của tiểu bang Low với bang Minnesota. Sông Des Moines được hình thành từ băng hà tan chảy. Dòng sông được đặt tên theo một thành phố mà nó chảy qua: thành phố Des Moines. Sông Des Moines nhập vào sông Mississippi ở hữu ngạn tại Keokuk, Iowa. |                |
| 13        | Illinois    | Sông Illinois dài 439 km (273 dặm), có lưu lượng là 659 m³/s chảy qua bang Illinois. Sông Illinois được hình thành ở nơi hợp lưu của sông Kankakee và sông Des Plaines, phía Đông hạt Grundy. Các phụ lưu của sông Illinois là: Sông Kankakee; Sông Des Plaines; Sông Mazon; Sông Fox; Sông Vermilion; Sông Mackinaw; Sông Spoon; Sông Sangamon; Sông La Moine. Sông Illinois hợp lưu với sông Mississippi từ phía tả ngạn. |                |
| 14        | Crow        | Sông Crow có lưu vực rộng 7140 km² (2756 dặm vuông). Có 3 dòng suối chính chảy vào sông Crow: - Nhánh phía Bắc của sông Crow dài 253,4 km (157,5 dặm); - Nhánh giữa của sông Crow dài 72,6 km (45,1 dặm); - Nhánh phía Nam của sông Crow dài 186,7 km (116 dặm). Sông Crow hợp lưu vào sông Mississippi từ phía hữu ngạn. |                |

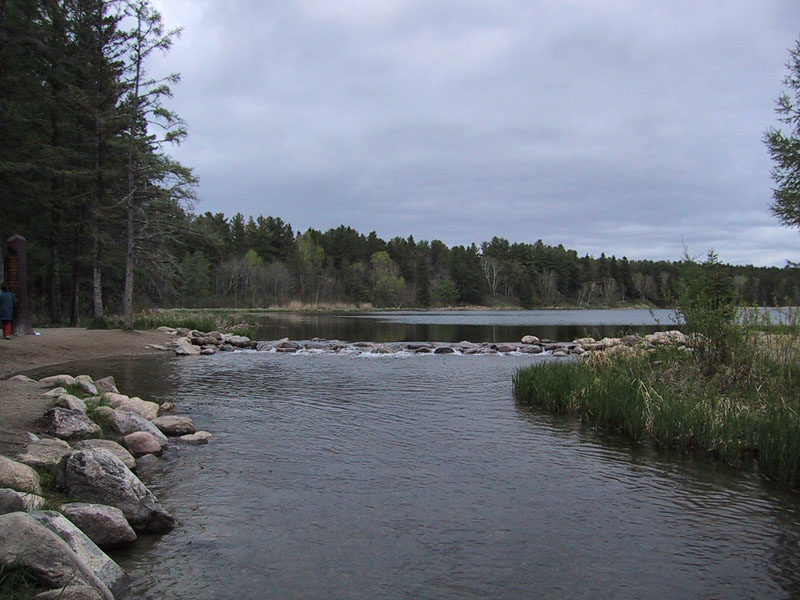
Đoạn nguồn của sông Mississippi trên bờ hồ Itasca

## Lưu vực
Sông Mississippi có diện tích lưu vực lớn thứ 4 trên thế giới. Lưu vực này rộng hơn 1.245.000 dặm vuông Anh (3.220.000 km2), bao gồm tất cả các phần của 32 bang Hoa Kỳ và 2 tỉnh của Canada. Lưu vực đổ vào vịnh Mexico, một phần của Đại Tây Dương. Lưu vực Mississippi phủ gần 40% đất liền của Hoa Kỳ lục địa.
Ở Hoa Kỳ, Mississippi thu nước chủ yếu từ các khu vực giữa đỉnh của dãy núi Rocky và đỉnh của dãy núi Appalachia, trừ các khu vực khác nhau chảy vào vịnh Hudson qua sông Đỏ; vào Đại Tây Dương qua Great Lakes và sông Saint Lawrence; vào vịnh Mexico qua Rio Grande, sông Alabama và sông Tombigbee, sông Chattahoochee và sông Apalachicola, và nhiều nhánh nhỏ khác dọc theo vịnh Mexico.
Sông Mississippi hòa vào vịnh Mexico cách New Orleans khoảng 100 dặm (160 km). Chiều dài của sông Mississippi từ hồ Itasca đến vịnh Mexico có nhiều con số khác nhau, tuy nhiên theo USGS là 2.340 dặm (3.770 km). Thời gian nước chảy từ hồ Itasca đến vịnh khoảng 90 ngày.

## Vai trò
Sông Mississipi mang đến khá nhiều lợi nhuận cho kinh tế nước nhà từ trước đến nay. Nó đóng vai trò nổi bật trong việc tạo lập những cảnh quan của Bắc Mĩ.
Nhưng có một nơi lại đánh dấu sự chuyển đổi bất thường mà được nhiều người biết là: vùng hạ lưu của sông Mississippi. Nó lại có vai trò quan trọng trong đời sống văn hóa của con người nơi đây.

## Du lịch
Sông Mississipi là một trong những dòng sông đẹp nhất nước Mỹ và nó cũng là một điểm đến du lịch hoàn hảo cho những ai yêu thiên nhiên hay những cảnh đẹp nên thơ, trữ tình.

## Các thành phố lớn dọc theo sông
- Bemidji, Minnesota
- Minneapolis, Minnesota
- St. Paul, Minnesota
- La Crosse, Wisconsin
- Dubuque, Iowa
- Bettendorf, Iowa
- Davenport, Iowa
- Rock Island (Đảo Đá), Illinois
- Moline, Illinois
- Burlington, Iowa
- Quincy, Illinois
- Hannibal, Missouri
- St. Louis, Missouri
- Cairo, Illinois
- Memphis, Tennessee
- Greenville, Mississippi
- Vicksburg, Mississippi
- Natchez, Mississippi
- Baton Rouge, Louisiana
- New Orleans, Louisiana

|  |